# Acacia lateriticola
Acacia lateriticola é uma espécie de leguminosa do gênero Acacia, pertencente à família Fabaceae.